# Singapur na Letnich Igrzyskach Olimpijskich 2012
Singapur na Letnich Igrzyskach Olimpijskich 2012 reprezentowało 23 zawodników: ośmiu mężczyzn i piętnaście kobiet. Zdobyli oni dwa brązowe medale, zajmując 75. miejsce w klasyfikacji medalowej.
Był to piętnasty start reprezentacji Singapuru na letnich igrzyskach olimpijskich.

## Zdobyte medale
| Medal | Zawodnik                            | Dyscyplina    | Konkurencja              | Rezultat                                                      |
| ----- | ----------------------------------- | ------------- | ------------------------ | ------------------------------------------------------------- |
| Brąz  | Feng Tianwei                        | Tenis stołowy | kobiety indywidualnie    | w meczu o brązowy medal pokonała Japonkę Kasumi Ishikawa 4:0  |
| Brąz  | Li Jiawei, Wang Yuegu, Feng Tianwei | Tenis stołowy | turniej drużynowy kobiet | w meczu o brązowy medal pokonały zespół Korei Południowej 3:0 |

## Skład kadry

### Badminton
Mężczyźni
| Zawodnik   | Konkurencja    | Faza grupowa        | Faza grupowa         | Faza grupowa      | Faza grupowa | Eliminacje        | Ćwierćfinał       | Półfinał          | Finał             | Finał   |
| Zawodnik   | Konkurencja    | Przeciwnik Punkty   | Przeciwnik Punkty    | Przeciwnik Punkty | Miejsce      | Przeciwnik Punkty | Przeciwnik Punkty | Przeciwnik Punkty | Przeciwnik Punkty | Miejsce |
| ---------- | -------------- | ------------------- | -------------------- | ----------------- | ------------ | ----------------- | ----------------- | ----------------- | ----------------- | ------- |
| Derek Wong | gra pojedyncza | Misha Zilberman 2-0 | Jan Ø. Jørgensen 0-2 |                   | 2.           | Nie awansował     | Nie awansował     | Nie awansował     | Nie awansował     | 17.     |

Kobiety
| Zawodniczka               | Konkurencja    | Faza grupowa                   | Faza grupowa                      | Faza grupowa                     | Faza grupowa | Eliminacje                          | Ćwierćfinał          | Półfinał             | Finał                | Finał   |
| Zawodniczka               | Konkurencja    | Przeciwniczka Punkty           | Przeciwniczka Punkty              | Przeciwniczka Punkty             | Miejsce      | Przeciwniczka Punkty                | Przeciwniczka Punkty | Przeciwniczka Punkty | Przeciwniczka Punkty | Miejsce |
| ------------------------- | -------------- | ------------------------------ | --------------------------------- | -------------------------------- | ------------ | ----------------------------------- | -------------------- | -------------------- | -------------------- | ------- |
| Gu Juan                   | gra pojedyncza | Monika Fašungová 2-0           | Victoria Na 2-0                   |                                  | 1.           | Cheng Shao-chieh 0-2 (18:21, 10:21) | Nie awansowała       | Nie awansowała       | Nie awansowała       | 9.      |
| Shinta Mulia Sari Yao Lei | gra podwójna   | Mizuki Fujii Reika Kakiiwa 1-2 | Cheng Wen-hsing Chien Yu-chin 1-2 | Jwala Gutta Ashwini Ponnappa 0-2 | 4.           |                                     | Nie awansowały       | Nie awansowały       | Nie awansowały       | 10.     |

### Gimnastyka
Kobiety
| Zawodniczka  | Wynik                  | Wynik                  | Wynik           | Wynik           | Wynik                  | Wynik                  | Wynik                   | Wynik                   | Wynik  | Wynik   | Wynik              | Wynik              |
| Zawodniczka  | Wielobój indywidualnie | Wielobój indywidualnie | Ćwiczenia wolne | Ćwiczenia wolne | Ćwiczenia na poręczach | Ćwiczenia na poręczach | Ćwiczenia na równoważni | Ćwiczenia na równoważni | Skoki  | Skoki   | Wielobój drużynowy | Wielobój drużynowy |
| Zawodniczka  | Wynik                  | Pozycja                | Wynik           | Pozycja         | Wynik                  | Pozycja                | Wynik                   | Pozycja                 | Wynik  | Pozycja | Wynik              | Pozycja            |
| ------------ | ---------------------- | ---------------------- | --------------- | --------------- | ---------------------- | ---------------------- | ----------------------- | ----------------------- | ------ | ------- | ------------------ | ------------------ |
| Lim Heem Wei | 50,799                 | 45.                    | 12,033          | 77.             | 12,400                 | 66.                    | 13,033                  | 46.                     | 13,333 | 67.     |                    |                    |

### Kajakarstwo
Kobiety
| Zawodniczka            | Konkurencja | Eliminacje | Eliminacje | Półfinały      | Półfinały      | Finał          | Finał          | Pozycja |
| Zawodniczka            | Konkurencja | Czas       | Pozycja    | Czas           | Pozycja        | Czas           | Pozycja        | Pozycja |
| ---------------------- | ----------- | ---------- | ---------- | -------------- | -------------- | -------------- | -------------- | ------- |
| Geraldine Lee Wei Ling | K-1 200 m   | 45,552     | 8.         | Nie awansowała | Nie awansowała | Nie awansowała | Nie awansowała | 27.     |
| Geraldine Lee Wei Ling | K-1 500 m   | 2:04,037   | 4.         | 2:01,516       | 7.             | Nie awansowała | Nie awansowała | 22.     |

### Lekkoatletyka
Mężczyźni
Konkurencje biegowe
| Zawodnik   | Konkurencja | Preeliminacje | Preeliminacje | Runda 1 | Runda 1 | Półfinał      | Półfinał      | Finał         | Finał         |
| Zawodnik   | Konkurencja | Wynik         | Miejsce       | Wynik   | Miejsce | Wynik         | Miejsce       | Wynik         | Miejsce       |
| ---------- | ----------- | ------------- | ------------- | ------- | ------- | ------------- | ------------- | ------------- | ------------- |
| Yeo Foo Ee | 100 m       | 10,57         | 2.            | 10,69   | 8.      | Nie awansował | Nie awansował | Nie awansował | Nie awansował |

Kobiety
Konkurencje biegowe
| Zawodnik         | Konkurencja        | Eliminacje | Eliminacje | Półfinał       | Półfinał       | Finał          | Finał          |
| Zawodnik         | Konkurencja        | Wynik      | Miejsce    | Wynik          | Miejsce        | Wynik          | Miejsce        |
| ---------------- | ------------------ | ---------- | ---------- | -------------- | -------------- | -------------- | -------------- |
| Dipna Lim Prasad | 100 m przez płotki | 14,68      | 7.         | Nie awansowała | Nie awansowała | Nie awansowała | Nie awansowała |

### Pływanie
Mężczyźni
| Zawodnik         | Konkurencja       | Eliminacje | Eliminacje | Półfinał      | Półfinał      | Finał         | Finał         |
| Zawodnik         | Konkurencja       | Czas       | Miejsce    | Czas          | Miejsce       | Czas          | Miejsce       |
| ---------------- | ----------------- | ---------- | ---------- | ------------- | ------------- | ------------- | ------------- |
| Quah Zheng Wen   | 200 m grzbietowym | 2:03,45    | 35.        | Nie awansował | Nie awansował | Nie awansował | Nie awansował |
| Quah Zheng Wen   | 400 m zmiennym    | 4:26,81    | 33.        |               |               | Nie awansował | Nie awansował |
| Joseph Schooling | 100 m motylkowym  | 53,63      | 36.        | Nie awansował | Nie awansował | Nie awansował | Nie awansował |
| Joseph Schooling | 200 m motylkowym  | 1:59,18    | 26.        | Nie awansował | Nie awansował | Nie awansował | Nie awansował |

Kobiety
| Zawodniczka | Konkurencja       | Eliminacje | Eliminacje | Półfinał       | Półfinał       | Finał          | Finał          |
| Zawodniczka | Konkurencja       | Czas       | Miejsce    | Czas           | Miejsce        | Czas           | Miejsce        |
| ----------- | ----------------- | ---------- | ---------- | -------------- | -------------- | -------------- | -------------- |
| Mylene Ong  | 100 m dowolnym    | 56,33      | 29.        | Nie awansowała | Nie awansowała | Nie awansowała | Nie awansowała |
| Lynette Lim | 400 m dowolnym    | 4:18,64    | 30.        |                |                | Nie awansowała | Nie awansowała |
| Lynette Lim | 800 m dowolnym    | 8:52,92    | 31.        |                |                | Nie awansowała | Nie awansowała |
| Tao Li      | 100 m grzbietowym | 1:01,60    | 26.        | Nie awansowała | Nie awansowała | Nie awansowała | Nie awansowała |
| Tao Li      | 100 m motylkowym  | 58,34      | 3.         | 58,18          | 10.            | Nie awansowała | Nie awansowała |

### Podnoszenie ciężarów
Kobiety
| Zawodniczka | Konkurencja | Rwanie | Rwanie  | Podrzut | Podrzut | Razem  | Pozycja |
| Zawodniczka | Konkurencja | Wynik  | Pozycja | Wynik   | Pozycja | Razem  | Pozycja |
| ----------- | ----------- | ------ | ------- | ------- | ------- | ------ | ------- |
| Helena Wong | do 53 kg    | 61 kg  | 16.     | 73 kg   | 15.     | 134 kg | 15.     |

### Strzelectwo
Kobiety
| Zawodnik              | Konkurencja | Kwalifikacje | Kwalifikacje | Finał          | Finał          |
| Zawodnik              | Konkurencja | Wynik        | Pozycja      | Wynik          | Pozycja        |
| --------------------- | ----------- | ------------ | ------------ | -------------- | -------------- |
| Xiang Wei Jasmine Ser | kpn 40      | 394          | 24.          | Nie awansowała | Nie awansowała |
| Xiang Wei Jasmine Ser | kdw 3x20    | 577          | 29.          | Nie awansowała | Nie awansowała |

### Tenis stołowy
| Zawodnik                          | Konkurencja           | Eliminacje       | Runda 1          | Runda 2                                           | Runda 3                                          | 1/8 finału                                                         | Ćwierćfinały                                             | Półfinały                                           | Mecz o 3. miejsce                            | Mecz o 3. miejsce |
| Zawodnik                          | Konkurencja           | Przeciwnik Wynik | Przeciwnik Wynik | Przeciwnik Wynik                                  | Przeciwnik Wynik                                 | Przeciwnik Wynik                                                   | Przeciwnik Wynik                                         | Przeciwnik Wynik                                    | Przeciwnik Wynik                             | Pozycja           |
| --------------------------------- | --------------------- | ---------------- | ---------------- | ------------------------------------------------- | ------------------------------------------------ | ------------------------------------------------------------------ | -------------------------------------------------------- | --------------------------------------------------- | -------------------------------------------- | ----------------- |
| Gao Ning                          | gra pojedyncza (m)    |                  |                  |                                                   | Bojan Tokič 4-0 (11:7, 11:7, 11:5, 14:12)        | Wang Hao 1-4 (9:11, 7:11, 9:11, 11:7, 3:11)                        | Nie awansował                                            | Nie awansował                                       | Nie awansował                                | 9.                |
| Yang Zi                           | gra pojedyncza (m)    |                  |                  | Paul Drinkhall 1-4 (7:11, 7:11, 8:11, 11:4, 9:11) | Nie awansował                                    | Nie awansował                                                      | Nie awansował                                            | Nie awansował                                       | Nie awansował                                | 33.               |
| Gao Ning Zhan Jian Yang Zi        | turniej drużynowy (m) |                  |                  |                                                   |                                                  | Australia · W 3-0                                                  | Chiny · P 0-3                                            | Nie awansowali                                      | Nie awansowali                               | 5.                |
| Feng Tianwei                      | gra pojedyncza (k)    |                  |                  |                                                   | Chen Szu-yu 4-1 (11:6, 11:13, 11:5, 12:10, 11:9) | Wu Jiaduo 4-2 (11:6, 7:11, 11:5, 9:11, 11:6, 11:6)                 | Kim Kyung-ah 4-2 (13:11, 11:7, 4:11, 11:6, 10:12, 12:10) | Ding Ning 2-4 (7:11, 4:11, 11:9, 10:12, 11:6, 6:11) | Kasumi Ishikawa 4-0 (11:9, 11:6, 11:6, 11:5) | brąz              |
| Wang Yuegu                        | gra pojedyncza (k)    |                  |                  |                                                   | Xian Yifang 4-0 (11:9, 11:8, 11:6, 11:4)         | Wiktoria Pawłowicz 4-3 (11:6, 7:11, 4:11, 12:14, 11:7, 11:9, 11:8) | Kasumi Ishikawa 1-4 (11:8, 5:11, 4:11, 8:11, 4:11)       | Nie awansowała                                      | Nie awansowała                               | 5.                |
| Li Jiawei Wang Yuegu Feng Tianwei | turniej drużynowy (k) |                  |                  |                                                   |                                                  | Polska · W 3-1                                                     | Korea Północna · W 3-0                                   | Japonia · P 0-3                                     | Korea Południowa · W 3-0                     | brąz              |

### Żeglarstwo
Kobiety
| Zawodnik               | Konkurencja  | Wyścig | Wyścig | Wyścig | Wyścig | Wyścig | Wyścig | Wyścig | Wyścig | Wyścig | Wyścig | Wyścig | Punkty | Finałowa pozycja |
| Zawodnik               | Konkurencja  | 1      | 2      | 3      | 4      | 5      | 6      | 7      | 8      | 9      | 10     | M*     | Punkty | Finałowa pozycja |
| ---------------------- | ------------ | ------ | ------ | ------ | ------ | ------ | ------ | ------ | ------ | ------ | ------ | ------ | ------ | ---------------- |
| Elizabeth Yin Yue Ling | Laser Radial | 34     | 27     | 29     | 13     | 28     | 12     | 26     | 18     | 19     | 25     | —      | 197    | 24.              |

Mężczyźni
| Zawodnik    | Konkurencja | Wyścig | Wyścig | Wyścig | Wyścig | Wyścig | Wyścig | Wyścig | Wyścig | Wyścig | Wyścig | Wyścig | Punkty | Finałowa pozycja |
| Zawodnik    | Konkurencja | 1      | 2      | 3      | 4      | 5      | 6      | 7      | 8      | 9      | 10     | M*     | Punkty | Finałowa pozycja |
| ----------- | ----------- | ------ | ------ | ------ | ------ | ------ | ------ | ------ | ------ | ------ | ------ | ------ | ------ | ---------------- |
| Colin Cheng | Laser       | 4      | 25     | 26     | 20     | 27     | 34     | 10     | 2      | 17     | 14     | —      | 145    | 15.              |

M = Wyścig medalowy